# Centerpoint Energy Plaza
Il CenterPoint Energy Plaza è un grattacielo alto 226 m situato nel centro di Houston. L'edificio, completato in origine nel 1974, misurava 198,5 m, ma nel 1996 venne realizzata una sopraelevazione di 27,5 m come parte di un intervento di restauro.